# Wolfegger Ach (Naturschutzgebiet)
Das Gebiet Wolfegger Ach ist ein mit der Verordnung vom 8. Februar 1991 des Regierungspräsidiums Tübingen ausgewiesenes Naturschutzgebiet (NSG-Nummer 4.184) im Gebiet der Gemeinden Vogt und Wolfegg im Landkreis Ravensburg in Baden-Württemberg, Deutschland.

## Lage und Beschreibung
Das 66 Hektar große Naturschutzgebiet Wolfegger Ach gehört naturräumlich zum Westallgäuer Hügelland. Es liegt etwa 2,8 Kilometer südlich der Wolfegger und drei Kilometer nordöstlich der Vogter Ortsmitte auf einer Höhe von 615 bis 625 m ü. NN. Durchflossen wird das Gebiet von der namensgebenden Wolfegger Ach, einem Zufluss der Schussen und damit zum Flusssystem des Rheins gehörend. Im Bereich des Naturschutzgebiets verläuft die Ach noch in ihrem ursprünglichen, mäandrierenden Flussbett.

## Schutzzweck
Wesentlicher Schutzzweck ist die Erhaltung – und in Teilen die Wiederherstellung – des Wolfegger-Ach-Tales als eines der wenigen, bis heute erhaltenen Beispiele einer naturnahen, von extensiver Wiesennutzung geprägten voralpinen Flussniederung, deren hohe ökologische Wertigkeit als Verbund unterschiedlicher Feuchtbiotope und damit als Lebensraum einer artenreichen, charakteristischen Tier- und Pflanzenwelt insbesondere durch den Wasserhaushalt und durch die herkömmliche Nutzungsweise bestimmt wird.

## Flora und Fauna

### Flora
Aus der schützenswerten Flora sind folgende Pflanzenarten (Auswahl) zu nennen:
- Echtes Mädesüß (Filipendula ulmaria), ein Vertreter aus der Familie der Rosengewächse
- Gewöhnlicher Blutweiderich (Lythrum salicaria), aus der Familie der Weiderichgewächse
- Kohldistel (Cirsium oleraceum) aus der Familie der Korbblütler

### Fauna
Das Gebiet dient verschiedenen Amphibien- und Libellenarten als Lebensraum. Darüber hinaus sind in der Ach Barbe, Brachse, Döbel, Hecht und Flusskrebse nachgewiesen.

### Amphibien
- Laubfrosch (Hyla arborea), auf der Roten Liste als gefährdet eingestuft[2]
- Moorfrosch (Rana arvalis), auf der Roten Liste als gefährdet eingestuft[3]

## Bilder

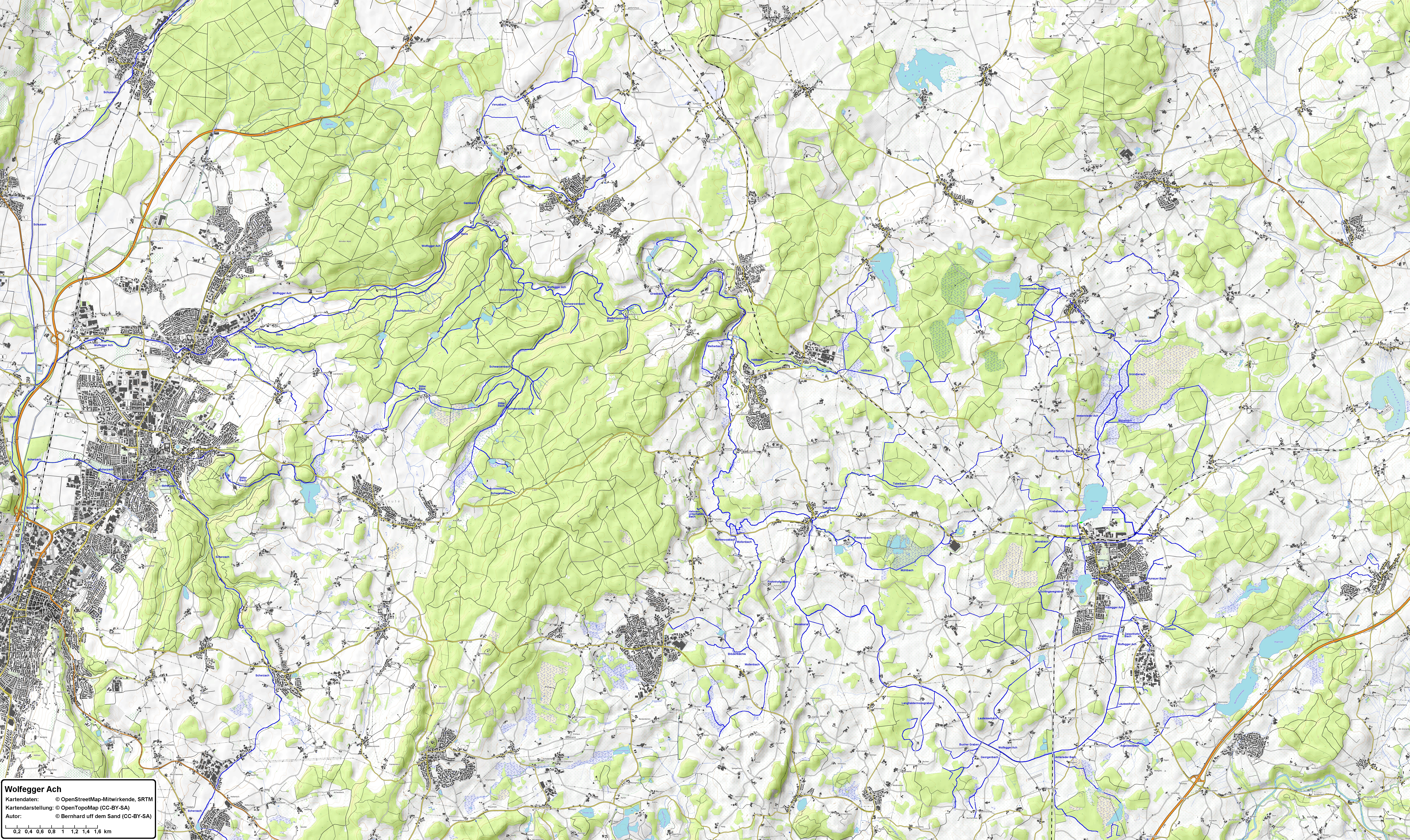
Die Wolfegger Ach und ihre Bäche